# Kościół św. Michała Archanioła w Grzybnie
Kościół świętego Michała Archanioła w Grzybnie – rzymskokatolicki kościół parafialny należący do parafii pod tym samym wezwaniem (dekanat Unisław diecezji toruńskiej).
Budowę świątyni rozpoczęto na przełomie XIII i XIV wieku. Prace nad nią trwały do około pierwszej ćwierci XIV wieku, lecz już w XV wieku kościół został przebudowany z użyciem cegły. W XVII wieku została przebudowana zakrystia, zapewne w ramach większej renowacji po bliżej nieznanych zniszczeniach wojennych, z kolei w XIX wieku została dostawiona od strony południowej kruchta. Świątynia była odnawiana w 1699, 1756, 1895 oraz w 1993 roku.
Budowla została usytuowana na małym wzniesieniu, we wschodniej części wsi. Wybudowana została w stylu gotyckim jako orientowaną, jednonawową świątynię na planie wydłużonego prostokąta bez wyodrębnionego zewnętrznie prezbiterium, z kwadratową wieżą od strony zachodniej i zakrystią od strony północnej. Korpus został nakryty dwuspadowym dachem, przechodzącym połacią również na zakrystię, z kolei wieża została przykryta dachem namiotowym.
Świątynia została zbudowana z kamieni polnych, ale szczyt wschodni, częściowo szkarpy oraz portal zostały wymurowane z cegły. Użyte do budowy kamienie nie zostały obrobione, jedynie od strony lica muru zewnętrznego zostały wygładzone. Ozdobną formę w XV wieku otrzymała elewacja wschodnia z wysoką, ostrołukową blendą mieszczącą półkoliste okno, zwieńczoną szczytem schodkowym nawiązującym do szczytu katedry w Chełmży, podzielonym pięcioma wnękami w których zostały umieszczone bliźnie ostrołukowe blendy. W elewacji zachodniej zostały wydzielone odsadzką dwuuskokowe półszczyty flankujące dwukondygnacyjną wieżę. W dłuższych ścianach korpusu zostały rozmieszczone ostrołukowe i lekko rozglifione otwory okienne. Wnętrze budowli oryginalnie nakryte było drewnianym stropem.
Dolna kondygnacja wieży została wybudowana z kamieni polnych. Został w niej umieszczony gotycki, ostrołukowy portal, a narożniki zostały wzmocnione wysokimi, jednouskokowymi szkarpami. Obecna górna, drewniana część wieży została zbudowana być może dopiero pod koniec XVII wieku.